# Roland Janvier
 (janvier 2021).
Roland Janvier est un chercheur en sciences sociales, né le 12 octobre 1956 à Déville-lès-Rouen. Il a mené en parallèle une carrière dans le secteur social et médico-social et des travaux de recherche universitaire. Il poursuit une activité de réflexion sur les enjeux du travail social dans notre société. Il est administrateur de l’URIOPSS Bretagne et président du Comité régional du travail social de Bretagne (CRTS).

## Biographie

### Activités professionnelles
Il est titulaire d’un Diplôme d’État d’Assistant de service social en 1981, du Certificat d’Aptitude à la Fonction de Direction d’établissement Social en 1992, d’un Diplôme d'études supérieures spécialisées « Politiques sociales et stratégie de direction » en 1997 et d’un Doctorat en Sciences de l'information et de la communication en 2008,,.
Après avoir travaillé durant 13 années dans l’animation d’adolescents, il a dirigé une maison d’enfants à caractère social pendant 10 ans. À Rennes, il a été directeur de la Sauvegarde de l’Enfant à l’Adulte d’Ille-et-Vilaine de 1999 à 2008. Dans le Finistère, il a été directeur général de la Fondation Massé-Trévidy de 2008 à 2019.

### Recherche universitaire
À la suite de son parcours universitaire, il a poursuivi ses réflexions autour de domaines de recherche relatifs au travail social, en intervenant régulièrement dans les universités françaises et devant des professionnels du travail social en activité.
En retraite depuis 2019, il poursuit ses recherches théoriques, des travaux d’écriture, des interventions dans divers colloques et conférences et il délivre des enseignements en instituts de formation en travail social et dans des universités.

## Publications

### Ouvrages
- Roland Janvier, Vous avez dit usager ? Le rapport d’usage en action sociale, Paris, ESF éditeur, coll. « Référence - Actions sociales », 2018 (2ème édition), 164 p. (ISBN 978-2-85086-322-6, présentation en ligne)
- Roland Janvier et Bertrand Dubreuil, Conduire le changement en action sociale : mutation sociétales, transformation des pratiques et des organisations, Paris, ESF éditeur, coll. « Référence - Actions sociales », 2018 (2ème édition), 238 p. (ISBN 978-2-85086-280-9, présentation en ligne)
- Roland Janvier, Éthique de direction en institution sociale et médico-sociale, Paris, ESF éditeur, coll. « Référence - Actions sociales », 2017 (3ème édition), 128 p. (ISBN 978-2-85086-224-3, présentation en ligne)
- Roland Janvier, Michel Jézéquel et Jean Lavoué, Transformer l’action sociale avec les associations, Paris, Desclée De Brouwer, coll. « Solidarité et société », 2013, 256 p. (ISBN 978-2-220-06552-6, présentation en ligne)
- Roland Janvier et Yves Matho, Le droit des usagers, Paris, Dunod, coll. « Aide-mémoire », 2013, 176 p. (ISBN 978-2-10-060036-6, présentation en ligne)
- Roland Janvier, La fonction de direction en institution sociale et médico-sociale : diriger c’est du jeu ?, Paris, L'Harmattan, coll. « Le travail du social », 2012, 204 p. (ISBN 978-2-336-00428-0, présentation en ligne)
- Roland Janvier et Yves Matho, Comprendre la participation des usagers dans les organisations d’action sociale, Paris, Dunod, 2011 (4ème édition), 288 p. (ISBN 978-2-10-056598-6, présentation en ligne)
- Roland Janvier, Conduire l’amélioration de la qualité en action sociale, Paris, Dunod, coll. « Santé Social », 2009, 224 p. (ISBN 978-2-10-052756-4, présentation en ligne)

### Contributions dans des ouvrages collectifs
- Francis Batifoulier (dir.) et Roland Janvier, Manuel de direction en action sociale et médico-sociales, Paris, Dunod, coll. « Guides Santé Social », 2019 (2ème édition), 624 p. (ISBN 978-2-10-078832-3, présentation en ligne), chap. 10 (« Pour un management durable »)
- Francis Batifoulier (dir.) et Roland Janvier, Manuel de direction en action sociale et médico-sociales, Paris, Dunod, coll. « Guides Santé Social », 2019 (2ème édition), 624 p. (ISBN 978-2-10-078832-3, présentation en ligne), chap. 14 (« La participation des usagers, un nouveau paradigme »)
- M. Chenut (dir.), L. Vialleix (dir.), J. Tremintin (dir.) et Roland Janvier, Les MECS au cœur des évolutions de la protection de l’enfance, Travailler avec l’impossible, Paris, Erès, coll. « Trames », 2018, 416 p. (ISBN 978-2-7492-5768-6, présentation en ligne), « La Maison d’Enfants à Caractère Social : un lieu du « faire ensemble » »
- D. Argoud (dir.), M. Becquemin (dir.), A-C. Oller (dir.), M. Chauvière (dir.) et Roland Janvier, Les nouvelles figures de l'usager : de la domination à l'émancipation, Paris, Presses de l'EHESP, coll. « Politiques et interventions sociales », 2017, 228 p. (ISBN 978-2-8109-0589-8, présentation en ligne), « Repenser les rapports d’usage dans les institutions sociales et médico-sociales : un renouvellement de la relation entre professionnels et usagers ? »
- J-P Girard (dir.), I. Méry (dir.), H. Mounir (dir.) et Roland Janvier, Les chefs de service à l'épreuve du changement, Paris, Andesi / Dunod, coll. « Guides Santé Social », 2015, 320 p. (ISBN 978-2-10-072684-4, présentation en ligne), « Transformer les conditions de la décision »
- Nathalie Conq (dir.), Jean-Pierre Kervella (dir.), Alain Vilbrod (dir.) et Roland Janvier, Le métier d'éducateur spécialisé à la croisée des chemins, Paris, L'Harmattan, coll. « Le travail du social », 2010, 236 p. (ISBN 978-2-296-11473-9, présentation en ligne), « Quelle géographie du métier d'éducateur dans le contexte actuel ? »
- Brigitte Bouquet (dir.), Marcel Jaeger (dir.), Ivan Sainsaulieu (dir.) et Roland Janvier, Les défis de l'évaluation en action sociale et médico-sociale, Paris, Dunod, coll. « Santé Social », 2007, 304 p. (ISBN 978-2-10-050856-3, présentation en ligne), « L'évaluation dans les établissements et services sociaux et médico-sociaux »
- Jean Lavoué (dir.) et Roland Janvier, Souffrances familiales, souffrances sociales, Paris, L'Harmattan, coll. « Le travail du social », 2004, 236 p. (ISBN 2-7475-6614-5, présentation en ligne), « D'une parole en souffrance à une parole citoyenne »
- Chantal Humbert (dir.), Roland Janvier et Yves Matho, Institutions et organisations de l'action sociale ? Crises, changements, innovations ?, Paris, L'Harmattan, coll. « Le travail du social », 2003, 238 p. (ISBN 2-7475-3924-5, présentation en ligne), « Professionnels et usagers : un conflit fécond à gérer »
- Roland Janvier et Yves Matho, Le labyrinthe du placement familial : Places, représentations, idéaux, Paris, Andresi / L'Harmattan, coll. « Le travail du social », 2003, 196 p. (ISBN 2-7475-3917-2, présentation en ligne), « Les effets des représentations croisées entre parents et professionnels »

### Publications de Roland Janvier
1. ↑  Roland Janvier, « Recompositions organisationnelles et évolution de la catégorie d’“usager” dans le contexte de la “société de l’information” : l’exemple des usagers des services sociaux et médico-sociaux », Thèse de doctorat,‎ 2008 (lire en ligne, consulté le 9 mai 2020)
2. ↑  Roland Janvier, « Recompositions organisationnelles et évolution de la catégorie d'“usager” dans le contexte de la “société de l'information” : l'exemple des usagers des services sociaux et médico-sociaux », CCSID - CNRS, Université Rennes 2,‎ 25 janvier 2008 (lire en ligne, consulté le 10 mai 2020)